# أغوستين بيريز
أغوستين بيريز (بالإسبانية: Agustín Pérez)‏ هو لاعب كرة قدم أرجنتيني، ولد في 22 نوفمبر 1991 في Morteros ‏ في الأرجنتين. لعب مع أتليتكو بلاتينسي ‏.

## روابط خارجية
- أغوستين بيريز على موقع قاعدة بيانات كرة القدم.إي يو (الإنجليزية)
- أغوستين بيريز على موقع Soccerway.com (الإنجليزية)